# Aeropuerto Josep Tarradellas Barcelona-El Prat
El Aeropuerto Josep Tarradellas Barcelona-El Prat (IATA: BCN, OACI: LEBL) es un aeropuerto español de la red Aena. Se encuentra a 15 km al suroeste del centro de Barcelona, Cataluña, España, entre los términos municipales de El Prat de Llobregat, Viladecans y San Baudilio de Llobregat a una altitud de cuatro metros sobre el nivel promedio del mar. Dispone de dos terminales de pasajeros, una terminal corporativa y un centro de carga aérea. Es el primer aeropuerto en extensión y tráfico de Cataluña y el segundo aeropuerto con mayor tráfico de España detrás del Aeropuerto Adolfo Suárez Madrid-Barajas. En el año 2012 logró situarse en el tercer puesto del ranking europeo y en el primero de España en cuanto a pasajeros de vuelos directos.
En 2016 el tráfico total ascendió a 44 154 693 pasajeros, que supone un crecimiento del 11,2 % respecto al año anterior y superando por primera vez la barrera de los cuarenta millones de pasajeros anuales. En 2024 el tráfico total ascendió a 55 034 955 pasajeros, cifra récord para el aeropuerto. En agosto de 2013 fue, por primera vez, el aeropuerto español con mayor tráfico de pasajeros en un mismo mes y, en los meses de julio y agosto de 2014, superó por primera vez los cuatro millones de pasajeros en un mismo mes. El aeropuerto ha sido ganador varias veces consecutivas de galardones SkyTrax. La principal aerolínea de Barcelona, con mayor número de pasajeros y operativa en la T1 es Vueling.

## Denominación
Desde su construcción hasta el 6 de junio de 2011 fue conocido de manera oficial como Aeropuerto de Barcelona, pero tras la solicitud del Ayuntamiento de El Prat de Llobregat en 2008 para cambiar el nombre de la infraestructura como reacción al cambio de nombre del aeropuerto de Madrid, este aeropuerto cambió su denominación a Aeropuerto Barcelona-El Prat el 18 de junio de 2011.
El 21 de diciembre de 2018 el Consejo de Ministros del gobierno español aprobó el cambio de nombre del aeropuerto, renombrándolo como Aeropuerto Josep Tarradellas Barcelona-El Prat en homenaje al expresidente de la Generalidad de Cataluña. El cambio de denominación se hizo efectivo el 1 de marzo de 2019, fecha en la cual se publicó en el Boletín Oficial del Estado (BOE).
El aeropuerto también es conocido por nombres que tuvo anteriormente, como Aeropuerto de El Prat o La Volatería, pero que no son oficiales en la actualidad.

## Descripción
El aeropuerto tiene tres pistas de despegue y aterrizaje. Dos en paralelo denominadas 06L/24R y 06R/24L, y una cruzada denominada 02/20. Dispone de dos terminales: T1 (inaugurada el 16 de junio de 2009) y la T2, que es la suma de las anteriores A, B y C. Las dos terminales suman un total de 268 mostradores de facturación y 64 pasarelas de embarque. Las operaciones en el aeropuerto están restringidas exclusivamente a vuelos instrumentales, estando prohibidos los vuelos VFR (Vuelo en reglas visuales) excepto los vuelos sanitarios, de emergencias y gubernamentales. La principal aerolínea es Vueling.

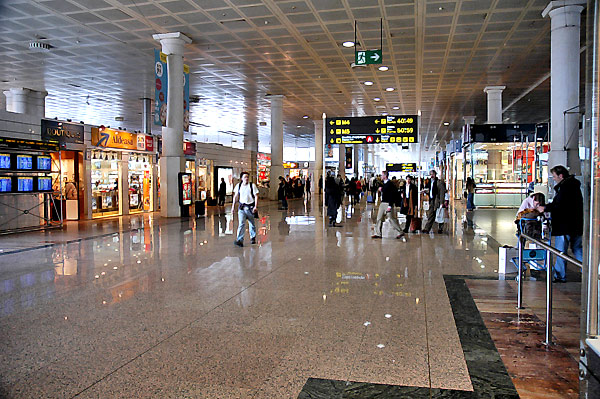
Interior de la T2.

En 2012 el Plan Barcelona incluyó, entre otras cosas, la construcción de una nueva terminal T1 situada entre las antiguas pistas y una nueva pista paralela, ambas ya inauguradas. Estas reformas tenían como objetivo adecuar el aeropuerto al crecimiento de tráfico acontecido en los anteriores años y permitiendo su crecimiento, pasando de los 30 millones de pasajeros en 2006 a ser capaz de gestionar hasta 55 millones una vez finalice la ampliación. Otros proyectos del Plan Barcelona siguen en ejecución en junio de 2011.
El aeropuerto es objeto de una discusión política entre Generalidad de Cataluña y Gobierno de España acerca de su gestión y control, que ha involucrado a AENA (gestor del aeropuerto) y a varias líneas aéreas, Iberia y Vueling principalmente (principales usuarios). Parte de la polémica es acerca de los beneficios que el aeropuerto genera, que se utilizan en inversiones y mantenimiento en otros aeropuertos de la red de AENA y en inversiones del gobierno en otras áreas económicas.
Con los datos de los últimos años, con más de 43 millones de pasajeros en 2016 y el aumento de unos 3 millones de pasajeros/año, se llegaría al colapso de 55 millones en 2023 o antes, lo que hace necesaria la ampliación de la T1 con una terminal satélite alrededor de la torre de control, entre las pistas, como se prevé en el Plan Barcelona de 1999. En 2025, se propuso formalmente por parte de la Generalitat de Catalunya la ampliación del aeropuerto, agitando de nuevo el debate de la sostenibilidad y el impacto a las reservas naturales de alrededor del complejo. 
Otras opciones más económicas serían la conexión con el AVE y regionales al Aeropuerto de Gerona, y en menor medida, Reus, para desviar el tráfico low-cost hacia allí.

## Historia

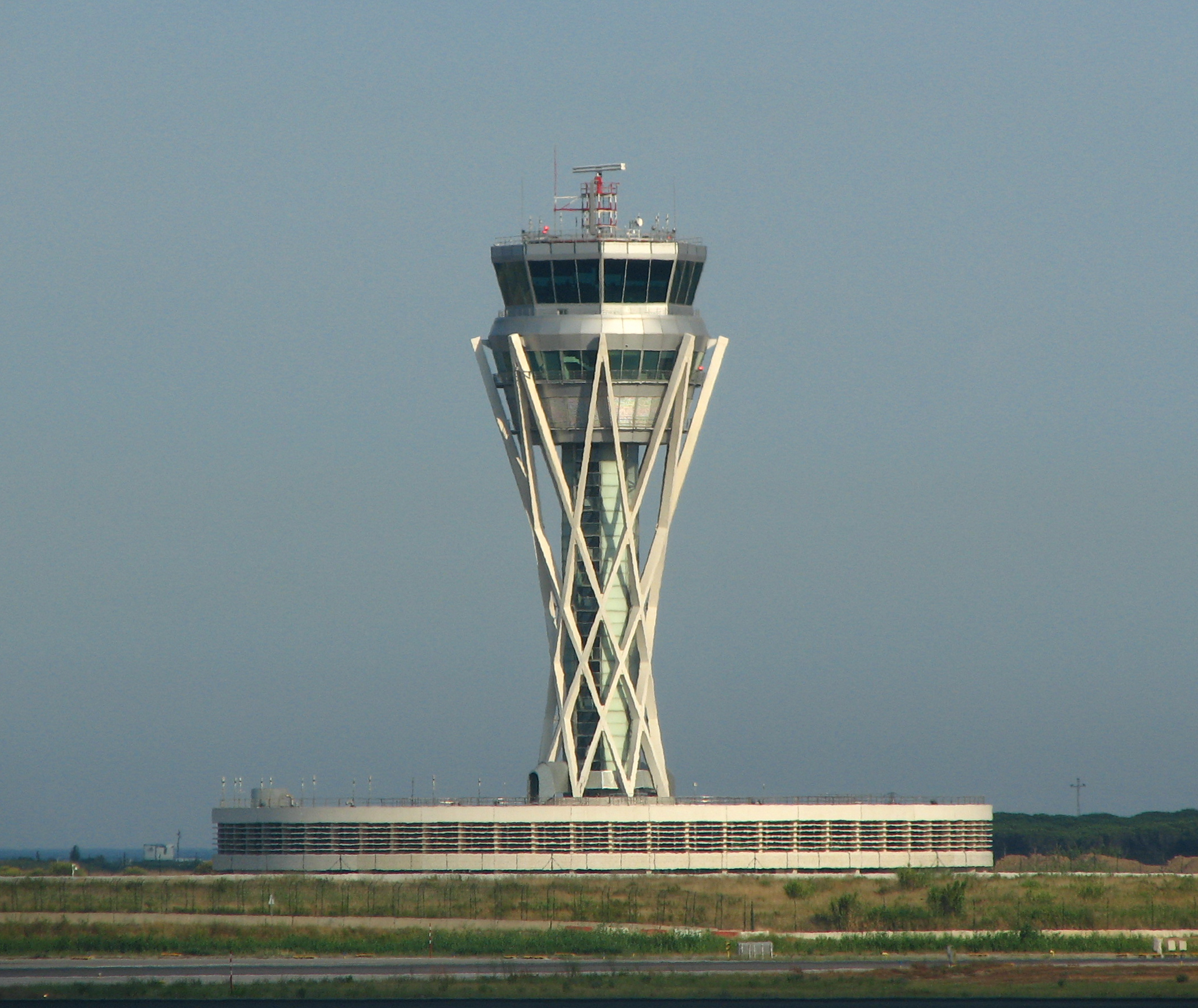
Torre de control del aeropuerto.

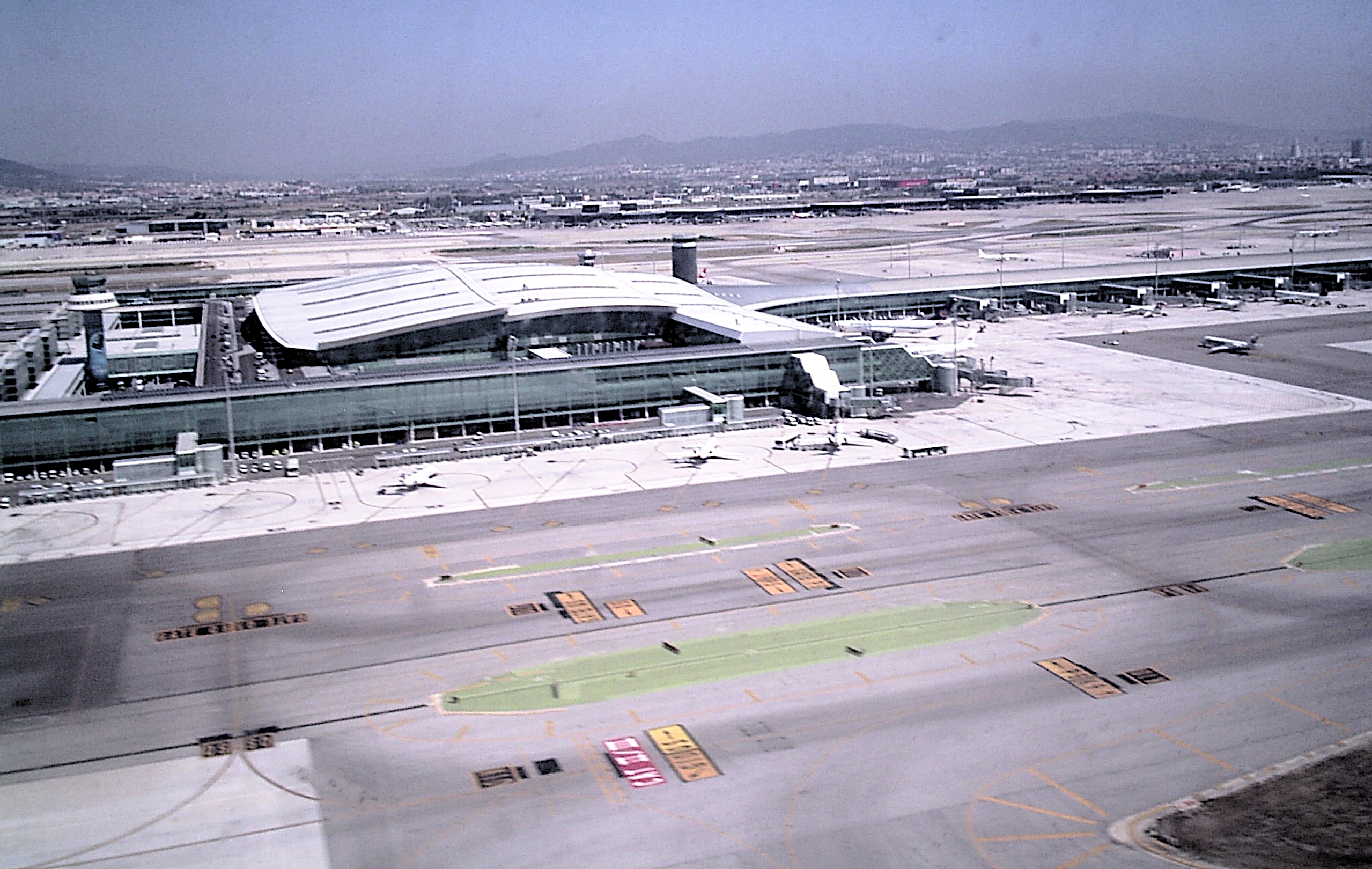
Exterior de la T1

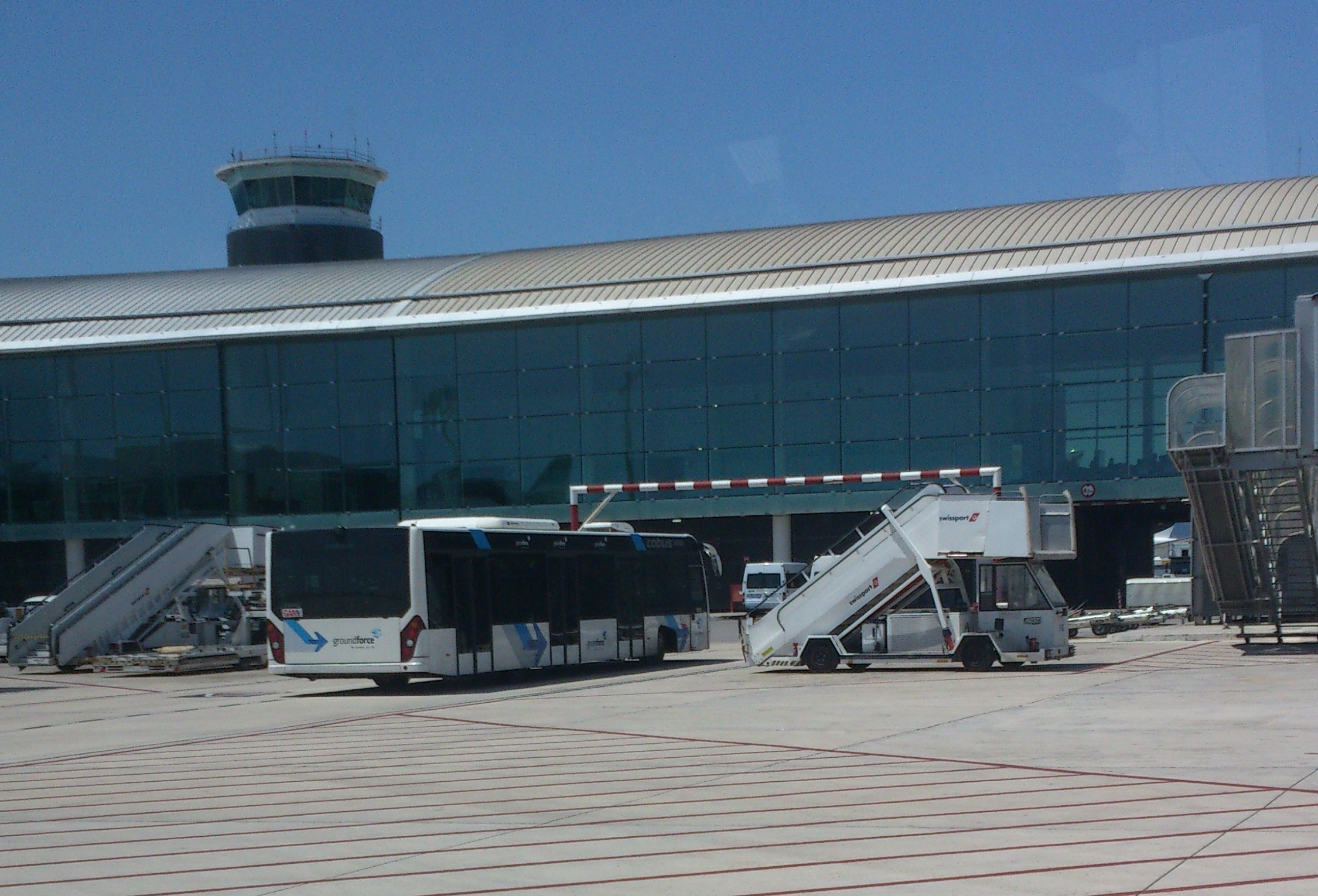
Exterior de la T1

El primer campo de aviación de Barcelona se situó en el Remolar (Viladecans) en 1916 en terrenos de una granja avícola llamada La Volatería, de la que tomó su nombre. Dos años más tarde un nuevo campo de aviación fue abierto en el Prat de Llobregat a unos cientos de metros del anterior emplazamiento. El primer avión en aterrizar fue un Latécoère Salmson 300 de la línea de Pierre-Georges Latécoère, que llegó de Toulouse con destino final Casablanca. El aeropuerto fue utilizado como sede del Aeroclub de Cataluña y como base para la flota de Zeppelines e hidroaviones de la Armada y del Ejército de Tierra Español. Los servicios comerciales regulares comenzaron en 1927 con la línea de Iberia que lo unía con el Aeropuerto de Cuatro Vientos de Carabanchel Alto. Esta línea fue la primera línea de Iberia.
En los años 40 se decidió ampliar el aeropuerto, para lo que entre 1941 y 1946 se realizaron una serie de obras para unir los dos aeródromos. En 1948 se construyó la pista 07-25 y operó el primer vuelo intercontinental operado por la aerolínea Pan American a Nueva York con aviones Lockheed Constellation. Entre 1948 y 1952 se construyó una segunda pista perpendicular a la anterior, así como calles de rodaje y una terminal para atender a los pasajeros. En 1963 se alcanzó el millón de pasajeros anuales y dos años más tarde se volvió a ampliar la pista principal y se le añadió una calle de rodaje con calles de salida rápida. Ese mismo año también se construyó una torre de control y una nueva plataforma de estacionamiento de aeronaves. En 1968 se abrió una nueva terminal que actualmente es el ala más vieja de la terminal T2B.
El día 3 de agosto de 1970 la compañía aérea Pan American inauguró una línea regular entre Barcelona-El Prat, Lisboa y Nueva York operada con un Boeing 747SP. El 4 de noviembre de 1974 la aerolínea Iberia inició el servicio de puente aéreo entre Barcelona-El Prat y Madrid-Barajas. Pocos años más tarde, en 1976, se construyó una terminal específica para esta ruta, una terminal exclusiva para carga, un servicio anexo de correos y una plataforma de estacionamiento para aviones de carga aérea. En el año 1977 el aeropuerto supera los 5 millones de pasajeros anuales.
Desde finales de los setenta hasta principios de los noventa el aeropuerto estuvo estancado tanto en tráfico como inversiones hasta que la preparación para los Juegos Olímpicos de Barcelona 1992 impulsó una nueva reforma que consistió en la modernización y ampliación de la terminal existente en aquel momento (terminal B) y la construcción de las otras dos (terminales A y C) que ya incorporaban pasarelas de acceso directo al avión. Esta reforma fue diseñada por el arquitecto Ricardo Bofill Levi. En 1996 se inaugura la nueva torre de control también diseñada por Ricardo Bofill Levi.
Debido a la fuerte bajada del tráfico aéreo que se sufrió después de 1999 y la crisis del sector aéreo en 2001, se desviaron a Barcelona-El Prat muchas operaciones chárter que se realizaban en los aeropuertos de Gerona y Reus, lo cual ayudó al aeropuerto a aguantar la crisis.
Hasta el 6 de junio de 2011, el aeropuerto se llamaba oficialmente Aeropuerto de Barcelona, en la que el Ministerio de Fomento ante las presiones del Ayuntamiento de El Prat de Llobregat decide cambiar el nombre oficial por el de Aeropuerto de Barcelona-El Prat. No obstante, el cambio no se ha aplicado a la información aeronáutica del aeropuerto, donde al menos hasta el 30 de junio de 2011 seguirá siendo Aeropuerto de Barcelona para fines técnicos y de navegación aérea.
Desde el 1 de febrero de 2014, la compañía Emirates opera la ruta Barcelona-Dubái con el Airbus A380, siendo el Aeropuerto de Barcelona el primer aeropuerto español en disponer de una ruta permanente operada con el avión comercial más grande del mundo.
En septiembre de 2016 Norwegian anunció la creación de una base de largo radio desde Barcelona, basando dos Boeing 787 que realizarán vuelos a partir de junio de 2017 a las ciudades norteamericanas de Fort Lauderdale, Los Ángeles, Newark y Oakland. Además, en ese mismo mes, American Airlines anunció un nuevo vuelo directo a Chicago para la temporada de verano de 2017.
El 17 de marzo de 2017, se creó una aerolínea de la marca de IAG llamada Level, una aerolínea low-cost que conecta Barcelona y Los Ángeles, San Francisco, Punta Cana y Buenos Aires con vuelos directos.

### Cronología

El aeropuerto de El Prat a principios de los años 30.

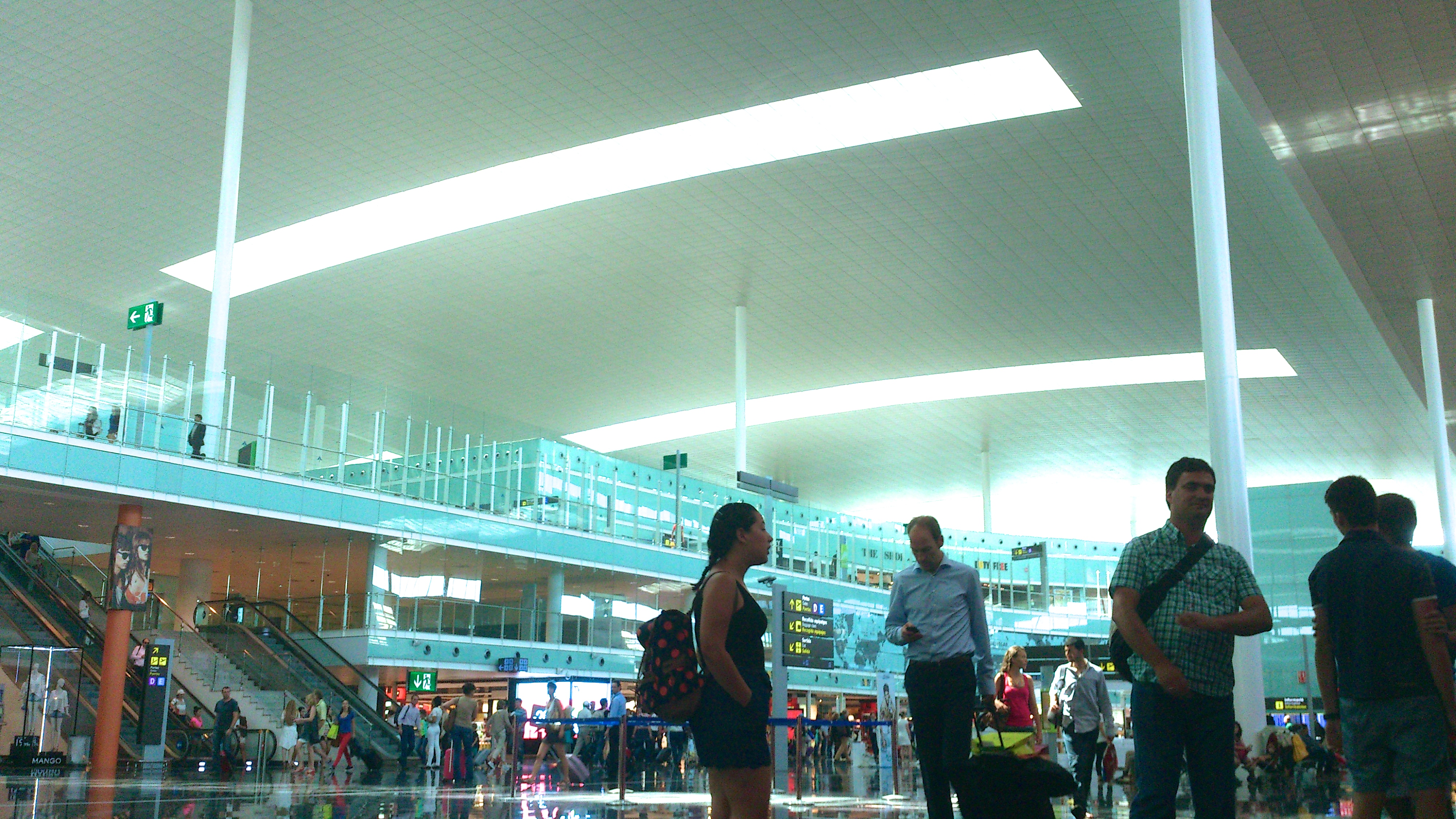
Sky Center de la T1 del Aeropuerto de Barcelona.

Mapa del aeropuerto

- 1916: Primeras instalaciones situadas en la granja La Volatería.[18]
- 1948: Se construye una segunda pista, la 07-25.[18]
- 1948-1952: Se construye una tercera pista de orientación, la 16-34, con trazado perpendicular a la 07-25. Además, se construyen calles de rodaje y un terminal de pasajeros.[18]
- 1963: Se supera el millón de pasajeros en un año.[18]
- 1965: Se amplía la pista 07-25 y la terminal de pasajeros y se construye la torre de control.[18]
- 1968: Nueva terminal de pasajeros (actual T2 B).[18]
- 3 de agosto de 1970: Pan Am inaugura la línea Nueva York-Lisboa-Barcelona, operada con un Boeing 747.[18]
- 4 de noviembre de 1970: Se inaugura el Puente Aéreo Barcelona-Madrid.[18]
- 1977: El tráfico de pasajeros supera los 5 millones.[18]
- 1970-1990: Se construyen las terminales del puente aéreo y la de carga.[18]
- 1990: Diversos cambios en previsión a los Juegos Olímpicos de Barcelona 1992: se amplía la terminal B y se construyen las terminales A y C. Se supera los 10 millones de pasajeros.[18]
- 2003: Se reforma la terminal B y se amplía la terminal A.[18]
- 2008: Se amplía la terminal C.[18]
- 16 de junio de 2009: Se inaugura una nueva terminal de pasajeros, la Terminal 1. Las terminales A, B y C pasan a denominarse, respectivamente, T2A, T2B y T2C. También se construye una nueva torre de control.
- 1 de septiembre de 2010: la compañía aérea Ryanair empieza a operar sus vuelos.
- 6 de junio de 2011: El aeropuerto pasa a llamarse oficialmente, Barcelona-El Prat.[18]
- 2012: Se superan los 35 millones de pasajeros anuales.
- 1 de febrero de 2014: la compañía aérea Emirates empieza a operar la ruta Barcelona-Dubái con el avión comercial más grande hasta la fecha, el Airbus A380.
- 13 de febrero de 2016: Se conecta el aeropuerto con la L9 del Metro de Barcelona.
- 2016: Se superan los 40 millones de pasajeros anuales por primera vez.
- 2017: Se considera el mejor año del Prat, ya que se han creado más de 10 rutas intercontinentales en ese año.
- 2018: Se superan los 50 millones de pasajeros anuales por primera vez.
- 24 de marzo de 2022: Se modifican los designadores de las pistas 07L/R y 25L/R a 06L/R y 24L/R con motivo de la variación magnética sufrida desde su construcción.

## Conflicto contra la ampliación
La propuesta de ampliación del Aeropuerto del Josep Tarradellas Barcelona- El Prat se plantea por primera vez por Maurici Lucena, presidente de AENA, en una conferencia en el Círculo de Economía el 27 de febrero de 2020. Lucena condiciona la inversión de 1500 millones de euros al aeropuerto a la ampliación de su tercera pista, con el objetivo de operar un mayor volumen de vuelos internacionales. El 13 de julio de 2020 la Comisión de Territorio del Parlamento de Cataluña aprueba una resolución para instar al Ministerio de Fomento a no ampliar el aeropuerto. Dicha resolución se aprueba con el voto favorable de todos los grupos parlamentarios excepto Ciudadanos.
Un año más tarde de este anuncio del anuncio de Maurici Lucena, el 10 de marzo de 2021, el Consejo de Administración de AENA aprueba el DORA II, que prevé invertir 1500 millones para ampliar el aeropuerto. El 2 de agosto de 2020 AENA acuerda el DORA II con la Generalidad y el Estado, lo que genera indignación entre entidades sociales como Zeroport, creada un año antes para exigir la reducción del tránsito en el aeropuerto y el puerto de Barcelona. La propuesta de ampliación plantea distintos problemas para el ecosistema del Delta del Llobregat y para el espacio histórico de La Ricarda, así como problemas climáticos (la tercera pista supondría un incremento de cerca del 50 % de las emisiones de Gases de Efecto Invernadero asociadas a la actividad del aeropuerto) y también sociales, ya que la ampliación incrementaría en un 50 % los visitantes en la ciudad de Barcelona con todos los problemas que ello conlleva en términos de gentrificación, incremento del precio de los alquileres y del suelo, etc. Por todo ello el alcalde del Prat Lluis Mijoler y la alcaldesa de Barcelona Ada Colau también se pronuncian en contra de la ampliación. El 17 de agosto Zeroport convoca una manifestación para un mes más tarde, el 19 de septiembre, en rechazo al acuerdo en relación con el DORA II. Debido a la agitación generada en torno a la convocatoria de manifestación el presidente del gobierno autonómico de Cataluña, Pere Aragonés, pide el 3 de septiembre que se rectifique el DORA II para que no incluya una propuesta de ampliación que afecte a La Ricarda y la zona protegida bajo la Red Natura 2000. Esta petición genera un conflicto en el seno del Gobierno de la Generalidad entre los grupos de ERC y Junts per Catalunya.
El 9 de septiembre de 2021 se realiza una rueda de prensa en La Ricarda de la alcaldesa de Barcelona Ada Colau, la vicepresidenta del gobierno, Yolanda Díaz y el alcalde del Prat del Llobregat Lluis Mijoler. En la rueda de prensa se celebra el anuncio del Estado de retirar la propuesta de ampliación y al mismo tiempo se reclama que la inversión de 1500 millones de euros se mantenga para reforzar la movilidad urbana a interurbana en el área metropolitana de Barcelona, en Cataluña y en la relación entre Cataluña y el resto de España.
La propuesta de ampliar el aeropuerto queda archivada y no reaparece hasta febrero de 2023, cuando el gobierno de la Generalidad, bajo la presión del PSC para aprobar los presupuestos autonómicos, presenta una propuesta para ampliar el aeropuerto con una pista sobre el mar. La propuesta propiciará otra manifestación el 4 de marzo de 2023, en protesta contra tres megaproyectos: la ampliación del aeropuerto, el Hard Rock Café y el Cuarto Cinturón.
El 23 de marzo de 2023 el Parlamento de Cataluña aprueba una propuesta promovida por Catalunya en Comú contra la construcción de una pista sobre el mar. Todos los grupos parlamentarios votan a favor a excepción de Junts per Catalunya, PP y Ciudadanos, que se abstienen.

## Terminales

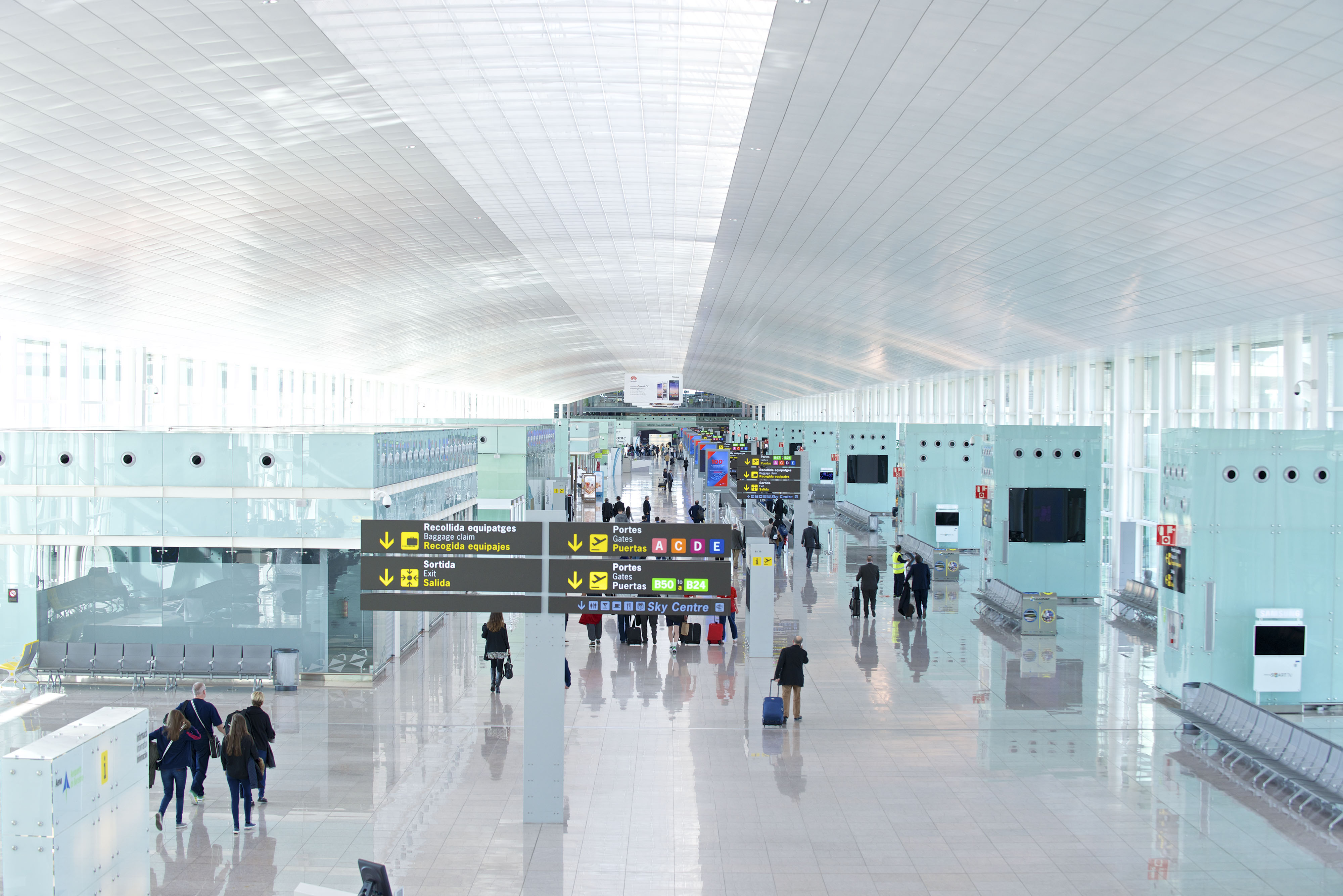
Interior de la T1.

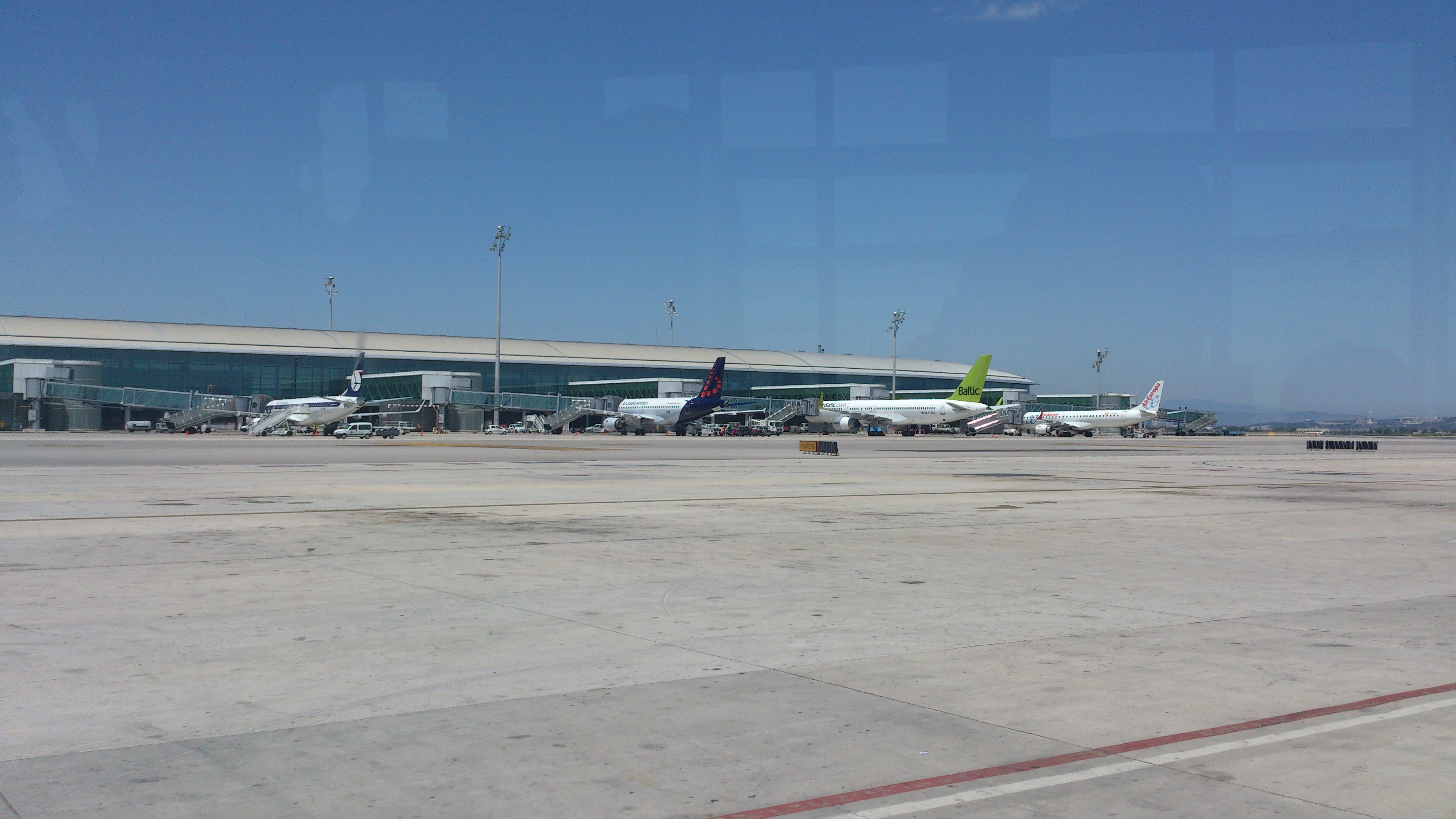
Aviones estacionados en la T1.

### Terminal T1
La T1 (anteriormente conocida como Terminal Sur) es la terminal más grande del aeropuerto, con 545 000 m². Fue inaugurada el 16 de junio de 2009 por el presidente del gobierno José Luis Rodríguez Zapatero, por el presidente de la Generalidad de Cataluña José Montilla y por el ministro de Fomento José Blanco. El objetivo de esta nueva terminal fue paliar el déficit de espacio del que adolecía el aeropuerto debido al continuo aumento de pasajeros en los últimos años y la agudeza por la sobreocupación del espacio interior de la terminal por establecimientos comerciales. La nueva terminal fue diseñada por Ricardo Bofill Levi, el mismo arquitecto que ya diseñara reformas anteriores. Con esta terminal se aumentó la capacidad del aeropuerto hasta los 55 millones de pasajeros anuales, pudiéndose operar 90 vuelos por hora en lugar de los 62 anteriores. Por esta terminal pasan hasta 100 000 pasajeros diarios.
Tiene 101 puertas repartidas entre A, B, C, D y E. Las A y D están en el dique Norte, las B en el central, y las C y E en el Sur. Todas las puertas A, B y C se corresponden a la Zona Schengen y las puertas D y E son No-Schengen. Las C están dedicadas a vuelos regionales, y las A están destinadas al puente aéreo Barcelona-Madrid, ya sean de Vueling, Iberia o Air Europa. Tiene puertas especiales más grandes para vuelos Shengen.

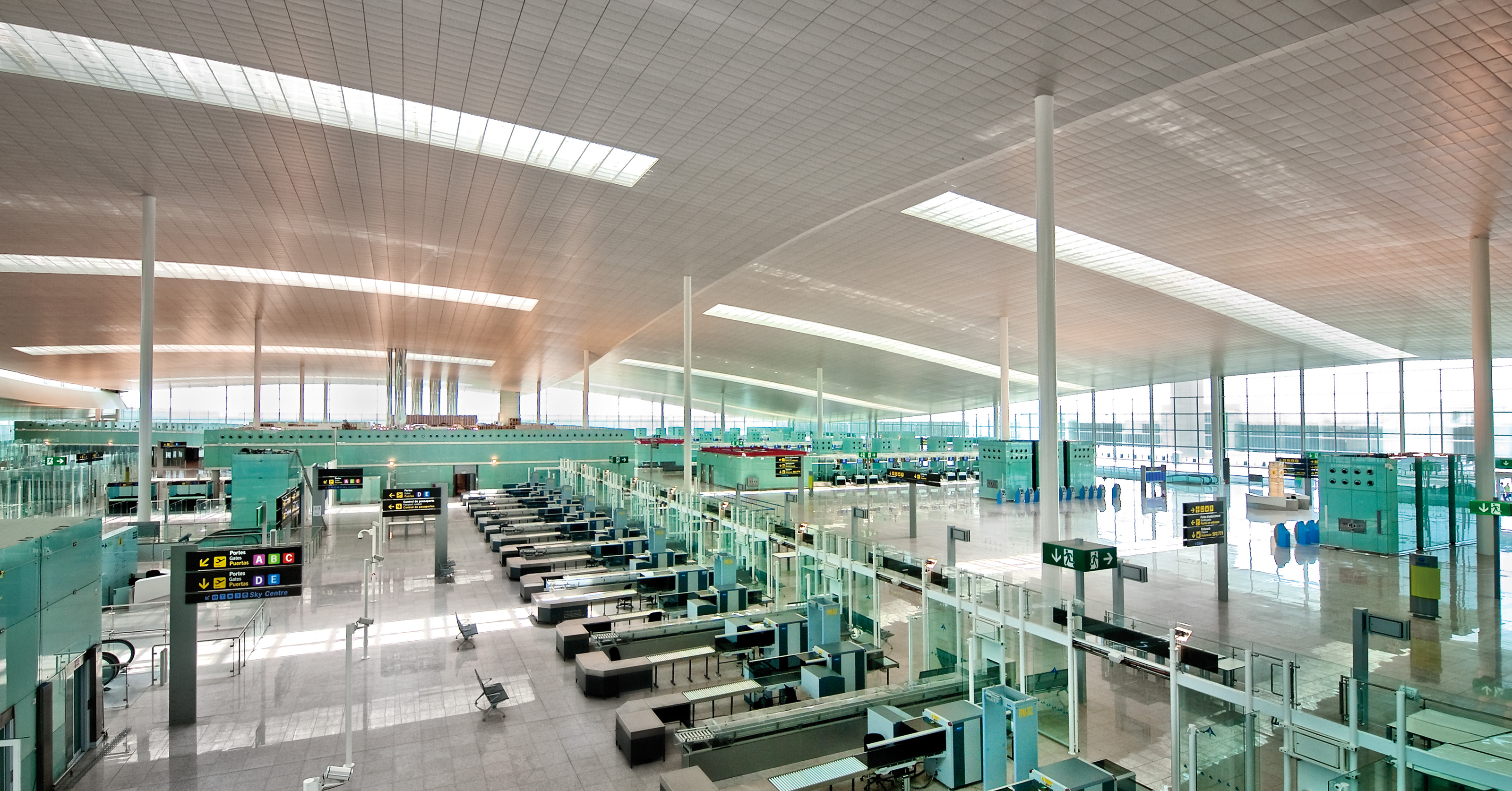
Vestíbulo de la T1

También la terminal cuenta con 6 salas vip, 1 centro balneario, un centro de negocios, gimnasio, peluquería, una capilla, un oratorio, duchas y habitaciones para dormir (Air Rooms).

### Terminal T1S
Esta terminal es un proyecto con una primera previsión de entrada en funcionamiento en el 2012, que sin embargo todavía no se ha construido. Dicha instalación permitirá contar con una capacidad adicional de 15 millones de pasajeros anuales, llevando a 70 millones de pasajeros el conjunto del aeropuerto. La futura terminal estará construida al norte de la nueva torre de control con la forma de la "volta catalana" o bóveda catalana en castellano. El edificio estará conectado con la T1 a través de un tren subterráneo. El exministro de Fomento, Íñigo de la Serna, ha visitado Barcelona para anunciar que estará en marcha antes del 2027 finales. Con la nueva infraestructura la capacidad de El Prat pasa de los 55 millones establecidos como límite actualmente a 70 y se antoja urgente teniendo en cuenta la progresión de los últimos años que ya ha situado la cifra de usuarios en más de 52 millones de personas durante 2019. Además de una ampliación de la pista más próxima al mar (25L/07L) unos 500 m y también forma parte de este proyecto la construcción de la nueva estación del AVE en el aeropuerto de Gerona-Costa Brava, algunos vuelos se desviarán a Gerona y así reducir el tráfico en Barcelona, hasta que la terminal satélite este construida, posteriormente serviria como un segundo aeropuerto Barcelona, como lo hacen con Gatwick para Heathrow, Londres. La nueva estación de Alta Velocidad estará en la línea que conecta Francia-Barcelona-Madrid.

### Terminal T2
La T2 hace referencia a las terminales históricas. Fue reformada por Ricardo Bofill Levi. El objetivo fue ampliar el aeropuerto ante la llegada de los Juegos Olímpicos de Barcelona 1992. Esta terminal está dividida en A,B y C. Alberga las puertas de embarque M, R, S, U, W e Y.

## Aerolíneas y destinos

### Destinos nacionales
| Ciudades               | Aeropuerto                                       | Aerolíneas                                   |
| España                 | España                                           | España                                       |
| ---------------------- | ------------------------------------------------ | -------------------------------------------- |
| Andalucía              |                                                  |                                              |
| Almería                | Aeropuerto de Almería                            | Vueling                                      |
| Córdoba                | Aeropuerto de Córdoba                            | Vueling (inicia el 18 de septiembre de 2025) |
| Granada                | Aeropuerto Federico García Lorca Granada-Jaén    | Vueling                                      |
| Jerez de la Frontera   | Aeropuerto de Jerez                              | Ryanair / Vueling                            |
| Málaga                 | Aeropuerto de Málaga-Costa del Sol               | Ryanair / Vueling                            |
| Sevilla                | Aeropuerto de Sevilla                            | Ryanair / Vueling                            |
| Asturias               |                                                  |                                              |
| Asturias               | Aeropuerto de Asturias                           | Vueling / Volotea                            |
| Islas Baleares         |                                                  |                                              |
| Ibiza                  | Aeropuerto de Ibiza                              | Ryanair / Vueling                            |
| Menorca                | Aeropuerto de Menorca                            | Ryanair (Estacional) / Vueling               |
| Palma de Mallorca      | Aeropuerto de Palma de Mallorca                  | Air Europa / Ryanair / Vueling               |
| Canarias               |                                                  |                                              |
| Fuerteventura          | Aeropuerto de Fuerteventura                      | Ryanair / Vueling                            |
| Gran Canaria           | Aeropuerto de Gran Canaria                       | Ryanair / Vueling                            |
| Lanzarote              | Aeropuerto César Manrique-Lanzarote              | Ryanair / Vueling                            |
| La Palma               | Aeropuerto de La Palma                           | Vueling                                      |
| Tenerife               | Aeropuerto de Tenerife Norte-Ciudad de la Laguna | Ryanair / Vueling                            |
| Tenerife               | Aeropuerto de Tenerife Sur                       | Ryanair                                      |
| Cantabria              |                                                  |                                              |
| Santander              | Aeropuerto Seve Ballesteros-Santander            | Vueling                                      |
| Castilla y León        |                                                  |                                              |
| León                   | Aeropuerto de León                               | Air Nostrum                                  |
| Valladolid             | Aeropuerto de Valladolid                         | Ryanair                                      |
| Extremadura            |                                                  |                                              |
| Badajoz                | Aeropuerto de Badajoz                            | Air Nostrum                                  |
| Galicia                |                                                  |                                              |
| La Coruña              | Aeropuerto de La Coruña                          | Vueling                                      |
| Santiago de Compostela | Aeropuerto de Santiago-Rosalía de Castro         | Ryanair / Vueling                            |
| Vigo                   | Aeropuerto de Vigo                               | Ryanair / Vueling                            |
| Comunidad de Madrid    |                                                  |                                              |
| Madrid                 | Aeropuerto Adolfo Suárez Madrid-Barajas          | Air Europa / Iberia                          |
| Melilla                |                                                  |                                              |
| Melilla                | Aeropuerto de Melilla                            | Air Nostrum                                  |
| Región de Murcia       |                                                  |                                              |
| Murcia                 | Aeropuerto Internacional de la Región de Murcia  | Volotea                                      |
| País Vasco             |                                                  |                                              |
| Bilbao                 | Aeropuerto de Bilbao                             | Vueling                                      |
| San Sebastián          | Aeropuerto de San Sebastián                      | Vueling                                      |
| Vitoria                | Aeropuerto de Vitoria                            | Volotea (inicia el 6 de noviembre de 2025)   |
| Comunidad Valenciana   |                                                  |                                              |
| Alicante / Elche       | Aeropuerto de Alicante-Elche Miguel Hernández    | Ryanair (Estacional) / Vueling               |
| Valencia               | Aeropuerto de Valencia                           | Air Nostrum                                  |

### Destinos internacionales
En asterisco (*), las capitales de país.
| Ciudades por países       | Nombre del aeropuerto                                   | Aerolíneas |
| África                    | África                                                  | África |
| ------------------------- | ------------------------------------------------------- | --- |
| Argelia                   |                                                         | |
| Argel *                   | Aeropuerto Internacional Houari Boumedienne             | Air Algérie / Vueling                                                                                                  |
| Orán                      | Aeropuerto de Orán Es Sénia                             | Air Algérie / Vueling                                                                                                  |
| Cabo Verde                |                                                         | |
| Isla de Sal               | Aeropuerto Internacional Amílcar Cabral                 | Vueling (Estacional)                                                                                                   |
| Egipto                    |                                                         | |
| El Cairo *                | Aeropuerto Internacional de El Cairo                    | EgyptAir / Vueling |
| Luxor                     | Aeropuerto Internacional de Luxor                       | Egyptair (Estacional)                                                                                                  |
| Gambia                    |                                                         | |
| Banjul *                  | Aeropuerto Internacional Yundun                         | Vueling |
| Marruecos                 |                                                         | |
| Agadir                    | Aeropuerto de Agadir-Al Massira                         | Vueling (Estacional) (inicia el 16 de noviembre de 2025)                                                               |
| Casablanca                | Aeropuerto Internacional Mohammed V                     | Air Arabia / Royal Air Maroc                                                                                           |
| Esauira                   | Aeropuerto de Esauira-Mogador                           | Vueling (Estacional)                                                                                                   |
| Fez                       | Aeropuerto de Fez-Saïss                                 | Air Arabia / Ryanair                                                                                                   |
| Marrakech                 | Aeropuerto de Marrakech-Menara                          | Ryanair / Vueling |
| Nador                     | Aeropuerto Internacional de Nador                       | Air Arabia / Ryanair                                                                                                   |
| Uarzazat                  | Aeropuerto de Uarzazat                                  | Ryanair |
| Uchda                     | Aeropuerto de Uchda Angads                              | Ryanair |
| Rabat *                   | Aeropuerto de Rabat-Salé                                | Air Arabia / Ryanair                                                                                                   |
| Tánger                    | Aeropuerto de Tánger                                    | Air Arabia / Ryanair / Vueling                                                                                         |
| Senegal                   |                                                         | |
| Dakar *                   | Aeropuerto Internacional Blaise Diagne                  | Vueling |
| Túnez                     |                                                         | |
| Túnez *                   | Aeropuerto Internacional de Túnez-Cartago               | Tunisair / Vueling (Estacional)                                                                                        |
| Norteamérica              |                                                         | |
| Canadá                    |                                                         | |
| Calgary                   | Aeropuerto Internacional de Calgary                     | Westjet (Estacional)                                                                                                   |
| Halifax                   | Aeropuerto Internacional de Halifax-Stanfield           | Westjet (Estacional)                                                                                                   |
| Montreal                  | Aeropuerto Internacional Pierre Elliott Trudeau         | Air Canada / Air Transat (Estacional)                                                                                  |
| Toronto                   | Aeropuerto Internacional Toronto Pearson                | Air Canada (Estacional)                                                                                                |
| Estados Unidos            |                                                         | |
| Atlanta                   | Aeropuerto Internacional Hartsfield-Jackson             | Delta Air Lines |
| Boston                    | Aeropuerto Internacional Logan                          | Delta Air Lines (Estacional) / Level                                                                                   |
| Chicago                   | Aeropuerto Internacional O'Hare                         | American Airlines (Estacional) / United Airlines (Estacional)                                                          |
| Dallas                    | Aeropuerto Internacional de Dallas-Fort Worth           | American Airlines (Estacional)                                                                                         |
| Filadelfia                | Aeropuerto Internacional de Filadelfia                  | American Airlines |
| Los Ángeles               | Aeropuerto Internacional de Los Ángeles                 | Level |
| Miami                     | Aeropuerto Internacional de Miami                       | American Airlines / Level                                                                                              |
| Newark                    | Aeropuerto Internacional Libertad de Newark             | United Airlines |
| Nueva York                | Aeropuerto Internacional John F. Kennedy                | American Airlines (Estacional) / Delta Air Lines / Level                                                               |
| San Francisco             | Aeropuerto Internacional de San Francisco               | Level (Estacional) / United Airlines (Estacional)                                                                      |
| Seattle                   | Aeropuerto Internacional de Seattle-Tacoma              | Delta Air Lines (inicia el 7 de mayo de 2026)                                                                          |
| Washington D. C. *        | Aeropuerto Internacional de Washington-Dulles           | United Airlines (Estacional)                                                                                           |
| México                    |                                                         | |
| Cancún                    | Aeropuerto Internacional de Cancún                      | Iberojet (Estacional)                                                                                                  |
| Ciudad de México *        | Aeropuerto Internacional de la Ciudad de México         | Emirates |
| Centroamérica y El Caribe |                                                         | |
| Honduras                  |                                                         | |
| Tegucigalpa *             | Aeropuerto Internacional de Comayagua                   | Iberojet |
| República Dominicana      |                                                         | |
| Punta Cana                | Aeropuerto Internacional de Punta Cana                  | Iberojet (Estacional)                                                                                                  |
| Sudamérica                |                                                         | |
| Argentina                 |                                                         | |
| Buenos Aires *            | Aeropuerto Internacional Ministro Pistarini             | Level |
| Bolivia                   |                                                         | |
| Santa Cruz de la Sierra   | Aeropuerto Internacional Viru Viru                      | Boliviana de Aviación (Estacional)                                                                                     |
| Brasil                    |                                                         | |
| São Paulo                 | Aeropuerto Internacional de São Paulo-Guarulhos         | LATAM |
| Chile                     |                                                         | |
| Santiago de Chile *       | Aeropuerto Internacional Arturo Merino Benítez          | Level |
| Colombia                  |                                                         | |
| Bogotá *                  | Aeropuerto Internacional El Dorado                      | Avianca |
| Asia                      |                                                         | |
| Arabia Saudita            |                                                         | |
| Riad *                    | Aeropuerto Internacional Rey Khalid                     | Saudia (Estacional) |
| Yeda                      | Aeropuerto Internacional Rey Abdulaziz                  | Saudia |
| Armenia                   |                                                         | |
| Ereván *                  | Aeropuerto Internacional de Zvartnots                   | FlyOne Armenia (Estacional)                                                                                            |
| Azerbaiyán                |                                                         | |
| Bakú *                    | Aeropuerto Internacional Heydar Aliyev                  | Azerbaijan Airlines |
| Catar                     |                                                         | |
| Doha *                    | Aeropuerto Internacional Hamad                          | Qatar Airways |
| China                     |                                                         | |
| Pekín *                   | Aeropuerto Internacional de Pekín-Capital               | Air China |
| Shanghái                  | Aeropuerto Internacional de Shanghái-Pudong             | Air China / China Eastern Airlines (inicia el 26 de septiembre de 2025)                                                |
| Shenzhen                  | Aeropuerto Internacional de Shenzhen-Bao'an             | Shenzhen Airlines |
| Corea del Sur             |                                                         | |
| Seúl *                    | Aeropuerto Internacional de Incheon                     | Air Premia (Chárter) / Asiana Airlines / T'way Airlines                                                                |
| EAU                       |                                                         | |
| Abu Dabi *                | Aeropuerto Internacional de Abu Dabi                    | Etihad Airways |
| Dubái                     | Aeropuerto Internacional de Dubái                       | Emirates |
| Georgia                   |                                                         | |
| Kutaisi                   | Aeropuerto de Kopitnari                                 | Wizz Air |
| Hong Kong                 |                                                         | |
| Hong Kong *               | Aeropuerto Internacional de Hong Kong                   | Cathay Pacific (Estacional)                                                                                            |
| Israel                    |                                                         | |
| Tel Aviv                  | Aeropuerto Internacional Ben Gurión                     | Arkia / Bluebird Airways / El Al / Neos (Chárter Estacional) / TUS Airways (inicia el 26 de octubre de 2025) / Vueling |
| Jordania                  |                                                         | |
| Amán *                    | Aeropuerto Internacional Reina Alia                     | Royal Jordanian |
| Kuwait                    |                                                         | |
| Kuwait *                  | Aeropuerto Internacional de Kuwait                      | Kuwait Airways |
| Líbano                    |                                                         | |
| Beirut *                  | Aeropuerto Internacional Rafic Hariri                   | Middle East Airlines (Estacional)                                                                                      |
| Singapur                  |                                                         | |
| Singapur *                | Aeropuerto Internacional de Singapur                    | Singapore Airlines |
| Turquía                   |                                                         | |
| Ankara *                  | Aeropuerto Internacional Esenboğa                       | AJet (inicia el 24 de octubre de 2025)                                                                                 |
| Esmirna                   | Aeropuerto de Esmirna-Adnan Menderes                    | SunExpress |
| Estambul                  | Aeropuerto Internacional de Estambul                    | Turkish Airlines / Vueling                                                                                             |
| Estambul                  | Aeropuerto Internacional Sabiha Gökçen                  | Pegasus Airlines |
| Europa                    |                                                         | |
| Albania                   |                                                         | |
| Tirana *                  | Aeropuerto Internacional Madre Teresa                   | Wizz Air / Vueling |
| Alemania                  |                                                         | |
| Berlín *                  | Aeropuerto de Berlín-Brandeburgo Willy Brandt           | EasyJet / Ryanair / Vueling                                                                                            |
| Colonia                   | Aeropuerto de Colonia/Bonn                              | Eurowings / Ryanair |
| Düsseldorf                | Aeropuerto de Düsseldorf                                | Eurowings / Vueling |
| Fráncfort                 | Aeropuerto de Fráncfort del Meno                        | Condor (inicia el 1 de mayo de 2026) / Lufthansa                                                                       |
| Hamburgo                  | Aeropuerto de Hamburgo                                  | Eurowings / Vueling |
| Hannover                  | Aeropuerto de Hannover                                  | Vueling |
| Múnich                    | Aeropuerto de Múnich-Franz Josef Strauss                | Lufthansa / Vueling |
| Núremberg                 | Aeropuerto de Núremberg-Albrecht Dürer                  | Vueling |
| Stuttgart                 | Aeropuerto de Stuttgart                                 | Eurowings / Vueling |
| Austria                   |                                                         | |
| Salzburgo                 | Aeropuerto de Salzburgo                                 | EasyJet (Estacional) / Eurowings                                                                                       |
| Viena *                   | Aeropuerto Internacional de Viena                       | Austrian Airlines / Ryanair / Vueling / Wizz Air                                                                       |
| Bélgica                   |                                                         | |
| Bruselas *                | Aeropuerto de Bruselas-National                         | Brussels Airlines / Ryanair / Vueling                                                                                  |
| Charleroi                 | Aeropuerto de Charleroi-Bruselas Sur                    | Ryanair |
| Bulgaria                  |                                                         | |
| Sofía *                   | Aeropuerto de Sofía                                     | Bulgaria Air (Estacional) / Ryanair / Wizz Air                                                                         |
| Chipre                    |                                                         | |
| Lárnaca                   | Aeropuerto de Lárnaca                                   | Cyprus Airways (Estacional) / Wizz Air (inicia el 27 de octubre de 2025)                                               |
| Croacia                   |                                                         | |
| Dubrovnik                 | Aeropuerto de Dubrovnik                                 | Vueling (Estacional)                                                                                                   |
| Split                     | Aeropuerto de Split                                     | Vueling (Estacional)                                                                                                   |
| Zadar                     | Aeropuerto de Zadar                                     | Ryanair (Estacional)                                                                                                   |
| Zagreb *                  | Aeropuerto de Zagreb-Franjo Tuđman                      | Croatia Airlines (Estacional)                                                                                          |
| Dinamarca                 |                                                         | |
| Billund                   | Aeropuerto de Billund                                   | Ryanair / Vueling |
| Copenhague *              | Aeropuerto de Copenhague-Kastrup                        | Norwegian / Ryanair / SAS / Vueling                                                                                    |
| Eslovaquia                |                                                         | |
| Bratislava *              | Aeropuerto de Bratislava-Milan Rastislav Štefánik       | Wizz Air (inicia el 14 de noviembre de 2025)                                                                           |
| Eslovenia                 |                                                         | |
| Liubliana *               | Aeropuerto de Liubliana                                 | Vueling (inicia el 16 de noviembre de 2025)                                                                            |
| Estonia                   |                                                         | |
| Tallin *                  | Aeropuerto de Tallin                                    | AirBaltic / Ryanair |
| Finlandia                 |                                                         | |
| Helsinki *                | Aeropuerto de Helsinki-Vantaa                           | Finnair / Norwegian / Vueling                                                                                          |
| Rovaniemi                 | Aeropuerto de Rovaniemi                                 | Norwegian (Estacional) (inicia el 3 de diciembre de 2025) / Vueling                                                    |
| Francia                   |                                                         | |
| Beauvais                  | Aeropuerto de Beauvais-Tillé                            | Ryanair |
| Brest                     | Aeropuerto de Brest-Bretagne                            | Volotea |
| Burdeos                   | Aeropuerto de Burdeos-Mérignac                          | Volotea / Vueling |
| Estrasburgo               | Aeropuerto de Estrasburgo                               | EasyJet / Iberia (Estacional) / Volotea / Vueling (inicia el 27 de noviembre de 2025)                                  |
| Lille                     | Aeropuerto de Lille                                     | Volotea |
| Lyon                      | Aeropuerto de Lyon-Saint Exupéry                        | EasyJet / Vueling |
| Marsella                  | Aeropuerto de Marsella-Provenza                         | Volotea / Vueling |
| Nantes                    | Aeropuerto de Nantes-Atlantique                         | Volotea / Vueling |
| Niza                      | Aeropuerto de Niza-Costa Azul                           | EasyJet (Estacional) / Vueling                                                                                         |
| París *                   | Aeropuerto de París-Charles de Gaulle                   | Air France / EasyJet / Vueling                                                                                         |
| París *                   | Aeropuerto de París-Orly                                | Transavia / Vueling |
| Poitiers                  | Aeropuerto de Poitiers-Biard                            | Ryanair (Estacional)                                                                                                   |
| Rennes                    | Aeropuerto de Rennes Saint-Jacques                      | EasyJet (Estacional) (inicia el 26 de octubre de 2025)                                                                 |
| Grecia                    |                                                         | |
| Atenas *                  | Aeropuerto Internacional Eleftherios Venizelos          | Aegean Airlines / Vueling                                                                                              |
| Corfú                     | Aeropuerto de Corfú-Ioannis Kapodistrias                | Ryanair (Estacional)                                                                                                   |
| Heraclión                 | Aeropuerto Internacional de Heraclión-Nikos Kazantzakis | Vueling (Estacional)                                                                                                   |
| Miconos                   | Aeropuerto de Miconos                                   | Vueling (Estacional)                                                                                                   |
| Salónica                  | Aeropuerto Internacional de Salónica-Macedonia          | Aegean Airlines |
| Santorini                 | Aeropuerto de Santorini                                 | Vueling (Estacional)                                                                                                   |
| Hungría                   |                                                         | |
| Budapest *                | Aeropuerto de Budapest-Ferenc Liszt                     | Ryanair / Wizz Air |
| Debrecen                  | Aeropuerto Internacional de Debrecen                    | Smartwings Hungría (Chárter Estacional)                                                                                |
| Irlanda                   |                                                         | |
| Cork                      | Aeropuerto de Cork                                      | Ryanair |
| Dublín *                  | Aeropuerto de Dublín                                    | Aer Lingus / Ryanair / Vueling                                                                                         |
| Islandia                  |                                                         | |
| Reikiavik *               | Aeropuerto Internacional de Keflavík                    | Icelandair / PLAY / Vueling (Estacional)                                                                               |
| Islas Feroe               |                                                         | |
| Vágar *                   | Aeropuerto de Vágar                                     | Atlantic Airways (Estacional)                                                                                          |
| Italia                    |                                                         | |
| Ancona                    | Aeropuerto de Ancona-Falconara                          | Volotea (Estacional)                                                                                                   |
| Bari                      | Aeropuerto de Bari-Karol Wojtyła                        | Vueling |
| Bérgamo                   | Aeropuerto de Bérgamo-Orio al Serio                     | Ryanair |
| Bolonia                   | Aeropuerto Guglielmo Marconi de Bolonia                 | Ryanair / Vueling |
| Cagliari                  | Aeropuerto de Cagliari-Elmas                            | Vueling |
| Catania                   | Aeropuerto de Catania-Fontanarossa                      | Vueling |
| Florencia                 | Aeropuerto de Florencia-Peretola                        | Vueling |
| Génova                    | Aeropuerto de Génova-Cristoforo Colombo                 | Vueling |
| Milán                     | Aeropuerto de Milán-Malpensa                            | EasyJet / Ryanair / Singapore Airlines / Vueling / Wizz Air                                                            |
| Milán                     | Aeropuerto de Milán-Linate                              | EasyJet |
| Nápoles                   | Aeropuerto Internacional de Nápoles                     | EasyJet / Ryanair / Vueling                                                                                            |
| Olbia                     | Aeropuerto de Olbia-Costa Smeralda                      | Volotea (Estacional) / Vueling (Estacional)                                                                            |
| Palermo                   | Aeropuerto de Palermo-Punta Raisi                       | Ryanair / Vueling |
| Perugia                   | Aeropuerto Internacional de la Umbría–Perugia           | Ryanair (Estacional)                                                                                                   |
| Pisa                      | Aeropuerto de Pisa                                      | EasyJet (Estacional)                                                                                                   |
| Regio de Calabria         | Aeropuerto de Regio de Calabria                         | Ryanair |
| Rimini                    | Aeropuerto de Rimini                                    | Vueling |
| Roma *                    | Aeropuerto de Roma-Fiumicino                            | ITA Airways / Ryanair / Vueling / Wizz Air                                                                             |
| Trieste                   | Aeropuerto de Trieste                                   | Ryanair |
| Turín                     | Aeropuerto de Turín-Caselle                             | Ryanair / Vueling |
| Salerno                   | Aeropuerto de Salerno                                   | Vueling (Estacional) (finaliza el 25 de octubre de 2025)                                                               |
| Venecia                   | Aeropuerto de Venecia-Marco Polo                        | Ryanair / Vueling / Wizz Air                                                                                           |
| Verona                    | Aeropuerto de Verona-Villafranca                        | Volotea |
| Letonia                   |                                                         | |
| Riga *                    | Aeropuerto Internacional de Riga                        | AirBaltic / Ryanair |
| Lituania                  |                                                         | |
| Vilna *                   | Aeropuerto de Vilna                                     | Ryanair / Wizz Air |
| Luxemburgo                |                                                         | |
| Ciudad de Luxemburgo *    | Aeropuerto de Luxemburgo                                | Luxair / Ryanair |
| Malta                     |                                                         | |
| La Valeta *               | Aeropuerto Internacional de Malta                       | Ryanair / Vueling |
| Macedonia del Norte       |                                                         | |
| Skopie *                  | Aeropuerto de Skopie                                    | Wizz Air |
| Moldavia                  |                                                         | |
| Chisináu *                | Aeropuerto Internacional de Chisináu                    | FlyOne / Wizz Air / SkyUp Airlines                                                                                     |
| Montenegro                |                                                         | |
| Tivat                     | Aeropuerto de Tivat                                     | Vueling |
| Noruega                   |                                                         | |
| Bergen                    | Aeropuerto de Bergen-Flesland                           | Norwegian (Estacional)                                                                                                 |
| Oslo *                    | Aeropuerto de Oslo-Gardermoen                           | Norwegian / SAS (Estacional) / Vueling                                                                                 |
| Sandefjord                | Aeropuerto de Sandefjord-Torp                           | Norwegian (Estacional)                                                                                                 |
| Stavanger                 | Aeropuerto de Stavanger-Sola                            | Norwegian (Estacional)                                                                                                 |
| Tromsøya                  | Aeropuerto de Tromsø-Langnes                            | Vueling (Estacional)                                                                                                   |
| Países Bajos              |                                                         | |
| Ámsterdam *               | Aeropuerto de Ámsterdam-Schiphol                        | KLM / Transavia / Vueling                                                                                              |
| Eindhoven                 | Aeropuerto de Eindhoven                                 | Transavia |
| Róterdam                  | Aeropuerto de Róterdam-La Haya                          | Transavia |
| Polonia                   |                                                         | |
| Breslavia                 | Aeropuerto de Breslavia-Copérnico                       | Wizz Air |
| Cracovia                  | Aeropuerto de Cracovia-Juan Pablo II                    | Ryanair / Wizz Air |
| Gdańsk                    | Aeropuerto de Gdańsk-Lech Wałęsa                        | Ryanair / Wizz Air |
| Katowice                  | Aeropuerto de Katowice                                  | Wizz Air |
| Varsovia *                | Aeropuerto de Varsovia-Chopin                           | LOT / Wizz Air |
| Varsovia *                | Aeropuerto de Varsovia-Modlin                           | Ryanair / Wizz Air (inicia el 1 de diciembre de 2025)                                                                  |
| Varsovia *                | Aeropuerto de Varsovia-Radom                            | LOT |
| Portugal                  |                                                         | |
| Faro                      | Aeropuerto de Faro                                      | Ryanair (Estacional) / Vueling (Estacional)                                                                            |
| Funchal                   | Aeropuerto de Madeira                                   | Air Nostrum (Estacional)                                                                                               |
| Lisboa *                  | Aeropuerto de Lisboa                                    | EasyJet / Ryanair / TAP Air Portugal / Vueling                                                                         |
| Oporto                    | Aeropuerto Francisco Sá Carneiro                        | Ryanair / Vueling |
| Ponta Delgada             | Aeropuerto Juan Pablo II                                | Azores Airlines |
| Reino Unido               |                                                         | |
| Belfast                   | Aeropuerto Internacional de Belfast                     | EasyJet (Estacional)                                                                                                   |
| Birmingham                | Aeropuerto Internacional de Birmingham-West Midlands    | EasyJet / Jet2.com / Ryanair / Vueling (finaliza el 25 de octubre de 2025)                                             |
| Brístol                   | Aeropuerto Internacional de Bristol                     | EasyJet / Ryanair |
| Edimburgo                 | Aeropuerto de Edimburgo                                 | EasyJet (Estacional) (inicia el 27 de octubre de 2025) / Ryanair / Vueling (Estacional)                                |
| Glasgow                   | Aeropuerto Internacional de Glasgow                     | EasyJet |
| Glasgow                   | Aeropuerto de Glasgow Prestwick                         | Ryanair |
| Leeds                     | Aeropuerto Internacional de Leeds Bradford              | EasyJet (Estacional) (inicia el 29 de octubre de 2025) / Jet2.com                                                      |
| Liverpool                 | Aeropuerto de Liverpool-John Lennon                     | EasyJet / Ryanair |
| Londres *                 | Aeropuerto de Londres-Gatwick                           | EasyJet / Vueling |
| Londres *                 | Aeropuerto de la Ciudad de Londres                      | British Airways |
| Londres *                 | Aeropuerto de Londres-Heathrow                          | British Airways / Vueling                                                                                              |
| Londres *                 | Aeropuerto de Londres-Luton                             | EasyJet / Ryanair / Wizz Air (inicia el 29 de marzo de 2026)                                                           |
| Londres *                 | Aeropuerto de Londres-Stansted                          | Ryanair |
| Londres *                 | Aeropuerto de Londres-Southend                          | EasyJet (Estacional) (inicia el 26 de octubre de 2025)                                                                 |
| Mánchester                | Aeropuerto de Mánchester                                | EasyJet / Jet2.com / Ryanair / Vueling                                                                                 |
| Newcastle upon Tyne       | Aeropuerto de Newcastle upon Tyne                       | Jet2.com (inicia el 21 de mayo de 2026) / Ryanair                                                                      |
| Nottingham                | Aeropuerto de East Midlands                             | Ryanair (Estacional)                                                                                                   |
| Southampton               | Aeropuerto Internacional de Southampton                 | EasyJet (Estacional) (inicia el 27 de octubre de 2025)                                                                 |
| República Checa           |                                                         | |
| Brno                      | Aeropuerto de Brno-Tuřany                               | Smartwings (Chárter Estacional)                                                                                        |
| Ostrava                   | Aeropuerto de Ostrava-Leoš Janáček                      | SmartWings (Chárter Estacional)                                                                                        |
| Praga *                   | Aeropuerto de Praga                                     | Eurowings / Ryanair / SmartWings (inicia el 23 de octubre de 2025) / Vueling                                           |
| Rumania                   |                                                         | |
| Bucarest *                | Aeropuerto Internacional de Bucarest-Henri Coandă       | HiSky / Wizz Air |
| Bucarest *                | Aeropuerto de Bucarest-Băneasa                          | Wizz Air (inicia el 26 de octubre de 2025)                                                                             |
| Bacău                     | Aeropuerto Internacional George Enescu                  | Dan Air |
| Brașov                    | Aeropuerto Internacional Brașov-Ghimbav                 | Fly Lili |
| Cluj-Napoca               | Aeropuerto Internacional de Cluj-Avram Iancu            | Wizz Air |
| Iași                      | Aeropuerto Internacional de Iași                        | Wizz Air |
| Timișoara                 | Aeropuerto Internacional de Timişoara-Traian Vuia       | Wizz Air |
| Serbia                    |                                                         | |
| Belgrado *                | Aeropuerto de Belgrado-Nikola Tesla                     | Air Serbia / Wizz Air                                                                                                  |
| Suecia                    |                                                         | |
| Estocolmo *               | Aeropuerto de Estocolmo-Arlanda                         | Norwegian / Ryanair / SAS (Estacional) / Vueling                                                                       |
| Gotemburgo                | Aeropuerto de Gotemburgo-Landvetter                     | Norwegian |
| Suiza                     |                                                         | |
| Basilea                   | Aeropuerto de Basilea-Mulhouse-Friburgo                 | EasyJet / Vueling |
| Ginebra                   | Aeropuerto de Ginebra                                   | EasyJet / Vueling |
| Zúrich                    | Aeropuerto de Zúrich                                    | Swiss / Vueling |

### Aerolíneas de carga
| Aerolíneas        | Destinos                |
| ----------------- | ----------------------- |
| Emirates SkyCargo | Dubái–Al-Maktoum        |
| FedEx Express     | París–Charles de Gaulle |
| MNG Airlines      | Estambul–Atatürk        |
| Swiftair          | Palma de Mallorca       |
| UPS Airlines      | Colonia/Bonn            |

## Plan Barcelona
Se conoce como Plan Barcelona a la reforma llevada a cabo en el Aeropuerto de El Prat promovida por AENA (Operador del aeropuerto) que se aprobó en 1999 y cuyas obras se iniciaron en 2003. Conformado por más de 100 subproyectos distintos, sus principales actuaciones son:
- La construcción de una tercera pista (operativa desde 2004).
- La construcción de una nueva terminal (T1)(operativa desde 2009).
- Reforma de los accesos por carretera y aumento del número de plazas de aparcamiento.
- Mejora en el transporte público con la llegada del metro (L9 y L2), cercanías (R2Nord o R4) y del ferrocarril de alta velocidad (AVE).
- Urbanizar más de 150 hectáreas como zona de servicios para el desarrollo comercial e industrial del aeropuerto, con la construcción de hoteles, centros de convenciones, parques empresariales etc.

Uno de los objetivos básicos de toda la actuación es tratar de conseguir que durante el proceso de construcción se produzcan las mínimas interferencias en las normales operaciones del aeropuerto. Dentro del programa de modernización de las instalaciones antiguas, en el primer trimestre de 2003 entró en servicio el módulo internacional M5. Antes habían entrado en servicio el módulo para la aviación regional M0, más de 5000 plazas de aparcamiento y más de 1500 m cuadrados de nueva oferta comercial en la T2.
El coste total del proyecto es de más de 3200 millones de euros. El Plan Barcelona es la tercera gran operación de transformación del aeropuerto de El Prat, después de las de 1968 y 1992 y es una de las mayores operaciones de infraestructura aeroportuaria en Europa y en el mundo entero. Prácticamente se está construyendo, con un exquisito respeto al entorno, un nuevo aeropuerto. Más allá de la operación estrictamente aeroportuaria, se van construyendo el parque industrial, el centro de carga y la City, desarrollando una auténtica ciudad de servicios a los pasajeros y los agentes relacionados con la industria aeroportuaria, aeronáutica y logística.
Para garantizar el crecimiento del aeropuerto, Aena ya ha planificado la futura ampliación, que pasa por la construcción de un nuevo edificio satélite conectado bajo tierra con la T1 y que permitirá alcanzar los 70 millones de pasajeros anuales y ampliar la pista 25L/07R 500 m hacia La Ricarda sacrificándola un poco pero ampliándola también un poco más de lo destruido.

## Accesos y transporte público

### Coche
Para acceder a la terminal T1 se puede hacerse a través de un ramal de la C-31 o bien mediante viales internos que conectan con los carreteras de la T2. La C-32B conecta la terminal T2 con el ramal principal de la autopista C-32 pero también con la autovía de Castelldefels, la C-31

### Tren

Red de cercanías de Renfe y FGC actual del área metropolitana de Barcelona.

El Aeropuerto de El Prat está conectado con las principales estaciones de ferrocarril de Barcelona a través de la línea R2Nord de Rodalies de Catalunya. Con una frecuencia de 30 minutos, los trenes circulando a través de un ramal de la línea 2, que lo conecta con la estación de Sants y la de Paseo de Gracia donde se puede hacer un transbordo con los servicios del metro de Barcelona, otras líneas de cercanías y regionales de Rodalies de Catalunya, larga distancia y alta velocidad.
La estación del aeropuerto está situada en frente de la terminal T2B y se conecta con ella gracias a una pasarela cubierta que atraviesa la carretera y sale en el interior de la terminal. Una vez dentro, es fácil acceder al resto de terminales de la T2. Para poder conectar con la T1, hay un servicio gratuito de autobuses que conecta las dos terminales.
El 21 de enero de 2015, la ministra de Fomento Ana Pastor, anunció que en 2018 entrará en funcionamiento un tren que unirá la terminal T1 del aeropuerto con la estación de Sants y con el paseo de Gracia de Barcelona.

### Autobús
El Aeropuerto de Barcelona-El Prat dispone de varias estaciones de autobuses donde efectúan parada líneas de autobuses urbanos, interurbanos e internacionales.
| Servicios urbanos |                                                                         |          |
| Línea | Gestionado por Baixbus                                                  | Servicio |
| 46 Aeropuerto (T1 y T2) - Plaza España | TMB                                                                     | Diurno   |
| A1 Aeropuerto (T1) - Plaza Cataluña | Aerobús                                                                 | Diurno   |
| A2 Aeropuerto (T2) - Plaza Cataluña | Aerobús                                                                 | Diurno   |
| N16 Plaza Cataluña - Castelldefels (Bellamar) por Aeropuerto (T2)                                                                                           | Baixbus                                                                 | Nocturno |
| N17 Plaza Cataluña - Aeropuerto (T1) | Baixbus                                                                 | Nocturno |
| N17 Plaza Cataluña (Ronda Universidad) - Aeropuerto (T1 y T2)                                                                                               | Baixbus                                                                 | Nocturno |
| N19 Castelldefels (Pitort) - Aeropuerto (T1 y T2) El Prat pasando por Gavà Viladecans Aeropuerto T1 y T2 y finalizando en El Prat (pasa por todo el pueblo) | Baixbus                                                                 | Nocturno |
| L77 Hospital Moisès Broggi (San Juan Despí) - Aeropuerto (T1 y T2)                                                                                          | Baixbus                                                                 | Diurno   |
| L99 Plaza Estación (Castelldefels) - Aeropuerto (T1) | Baixbus                                                                 | Diurno   |
| PR1 El Prat de Llobregat (Estación de Renfe) - Aeropuerto (T1 y T2)                                                                                         | Baixbus                                                                 | Diurno   |
| PR2 El Prat de Llobregat (Estación de Renfe) - Av. del Remolar                                                                                              | Baixbus                                                                 | Diurno   |
| PR3 El Prat de Llobregat (Estación de Renfe) - Av. del Remolar                                                                                              | Baixbus                                                                 | Diurno   |
| Servicios interurbanos e internacionales |                                                                         |          |
| Línea | Gestionado por                                                          | Servicio |
| Aeropuerto (T1) - Gerona - Figueras | Alsa                                                                    | Diurno   |
| Aeropuerto (T1) - Lérida | Alsa                                                                    | Diurno   |
| Aeropuerto (T1) - Tarragona - Reus | Alsa                                                                    | Diurno   |
| Aeropuerto (T1) - Tarragona - Castellón - Valencia - Alicante - Murcia - Almería                                                                            | Alsa                                                                    | Diurno   |
| Aeropuerto (T1 y T2) - La Pineda - Salou - Cambrils - Reus                                                                                                  | Empresa Plana                                                           | Diurno   |
| Barcelona (Bellvitge) - Aeropuerto (T1) - Vendrell | Monbus                                                                  | Diurno   |
| Aeropuerto (T1 y T2) - Gerona - Figueras | Sagalés                                                                 | Diurno   |
| Aeropuerto (T1 y T2) - Calella - Blanes | Sagalés                                                                 | Diurno   |
| Aeropuerto (T1 y T2) - Zona Universitaria - Tarrasa | Sarbus (Moventis) Archivado el 5 de febrero de 2018 en Wayback Machine. | Diurno   |
| Aeropuerto (T1 y T2) - Barcelona - Costa Brava Centro | Sarfa (Moventis) Archivado el 5 de febrero de 2018 en Wayback Machine.  | Diurno   |
| Aeropuerto (T1 y T2) - Barcelona - Lloret de Mar - Tosa de Mar                                                                                              | Sarfa (Moventis) Archivado el 5 de febrero de 2018 en Wayback Machine.  | Diurno   |
| Aeropuerto (T1 y T2) - Barcelona - Costa Brava Norte | Sarfa (Moventis) Archivado el 5 de febrero de 2018 en Wayback Machine.  | Diurno   |
| Línea | Gestionado por                                                          | Servicio |
| Aeropuerto (T2) - Aix-en-Provence | Flixbus                                                                 | Nocturno |
| Aeropuerto (T1 y T2) - Andorra la Vieja | Andbus                                                                  | Diurno   |
| Aeropuerto (T1 y T2) - Andorra la Vieja | Directbus Archivado el 5 de febrero de 2018 en Wayback Machine.         | Diurno   |
| Aeropuerto (T2) - Ginebra | Flixbus                                                                 | Nocturno |
| Aeropuerto (T2) - Lyon | Flixbus                                                                 | Ambos    |
| Aeropuerto (T2) - Marsella | Flixbus                                                                 | Nocturno |
| Aeropuerto (T2) - Montpellier | Flixbus                                                                 | Nocturno |
| Aeropuerto (T2) - Niza (Aeropuerto T2) | Flixbus                                                                 | Nocturno |
| Aeropuerto (T2) - Perpiñán | Flixbus                                                                 | Nocturno |

### Taxi
Existen 3 paradas de taxi en la terminal T1, dos en la zona de Llegadas (planta 0) y otra situada en el corredor Madrid-Barcelona. En la T2 hay una parada enfrente a las terminales T2A, T2B y T2C.

### Metro
La L9 del Metro de Barcelona finaliza su recorrido en el aeropuerto con tres paradas, una para la T2, otra en la terminal de carga (terminada pero no abierta), y la última en la T1, conectando el aeropuerto con El Prat de Llobregat, Hospitalet de Llobregat y los barrios barceloneses del sur (Zona Universitaria). En el futuro, por las mismas vías de la L9 circularan también los trenes de la L2, que conectarán el aeropuerto con el centro de Barcelona. La L9 entró en servicio el 12 de febrero de 2016, en cambio el proyecto de la L2 está actualmente paralizado.
Terminal 1
- Estación de Aeropuerto T1
- Proyecto:

Terminal 2
- Estación de Aeropuerto T2
- Proyecto:

## Incidentes y accidentes
En el aeropuerto nunca ha habido un accidente reseñable, pero si ha estado involucrado de manera indirecta en los siguientes episodios:
- 4 de mayo de 1949: Tragedia de Superga, un Fiat G.212 de Avio Linee Italiane (Italian Airlines), en el que viajaba todo el equipo de fútbol Torino, se estrelló en Turín (Italia). El equipo venía de disputar un partido en Lisboa (Portugal) y había hecho escala en este aeropuerto. Fallecen 31 personas.
- 29 de abril de 1959: un Douglas C-47 Skytrain que hacía la ruta Madrid-Barcelona se estrella en la Sierra de Valdemeca falleciendo sus 28 tripulantes.[58]
- 19 de agosto de 1959: un Douglas C-47 Skytrain que había despegado desde este aeropuerto rumbo a Londres se estrelló en una montaña cercana a Barcelona, con la pérdida de 32 vidas.[59]
- 3 de julio de 1970: el Vuelo 1903 de Dan Air, con destino a este aeropuerto, se estrella cerca de Barcelona, en el macizo del Montseny, muriendo 112 personas. Provenía de Mánchester (Inglaterra).
- 3 de septiembre de 1976: Un Hércules C-130 de la Fuerza Aérea de Venezuela con destino a este aeropuerto se estrella cerca de la pista del aeropuerto de Texeira (isla de las Azores) con 68 pasajeros a bordo, debido al mal tiempo. No hubo supervivientes.
- 1 de julio de 2002: accidente del vuelo 2937 de Bashkirian Airlines o colisión del Lago de Constanza ocurrió en el sector fronterizo entre Alemania y Suiza cuando chocaron dos aviones en el aire. El avión Tupolev Tu-154 Ruso de Bashkirian Airlines chocó con un carguero Boeing 757, del servicio de carga aérea DHL. Fallecen 71 personas. El Tupolev estaba en vuelo desde Moscú a este aeropuerto, mientras que el carguero Boeing volaba de Bérgamo a Bruselas.
- 24 de enero de 2007: un avión de pasajeros Bombardier CRJ100/200 de la aerolínea Air Nostrum (código IB-8665), que había despegado del Aeropuerto de Valladolid y se dirigía a Barcelona, sufrió un aterrizaje forzoso en este aeropuerto sin lamentar víctimas.[60][61]
- 24 de marzo de 2015: El Vuelo 9525 de Germanwings (4U9525/GW195225), operado por un Airbus A320-211, se estrelló en el Macizo de Estrop, en los Alpes Franceses de Provenza, cerca de la localidad de Barcelonnette. Partió de este aeropuerto hacia el Aeropuerto Internacional de Düsseldorf, en Alemania, con 144 pasajeros y 6 miembros de la tripulación. El copiloto, que padecía problemas psiquiátricos, se hizo con el control del avión estrellándolo para suicidarse.

## Horarios
El Aeropuerto de Barcelona-El Prat es uno de los aeropuertos más transitados de España y se encuentra aproximadamente a 12 kilómetros del centro de Barcelona. Por lo general, el aeropuerto opera las 24 horas del día, los 7 días de la semana, aunque es importante destacar que los horarios de los vuelos pueden variar.
Los horarios de vuelo suelen dividirse en diferentes categorías:
1. Vuelos nacionales: Los vuelos nacionales son aquellos que operan dentro del territorio de España. Estos vuelos suelen tener salidas y llegadas regulares durante todo el día, pero generalmente son más frecuentes durante las horas de la mañana y la tarde.
2. Vuelos internacionales: Los vuelos internacionales conectan Barcelona con destinos de todo el mundo. Los horarios de estos vuelos varían según las aerolíneas y las rutas, pero suelen haber salidas y llegadas durante todo el día y la noche.
3. Vuelos de largo recorrido: Barcelona-El Prat también opera vuelos de largo recorrido hacia destinos más alejados, como América, Asia, África y Oceanía. Estos vuelos suelen programarse en horarios específicos y pueden ser menos frecuentes que los vuelos nacionales o internacionales de corta distancia.

Es importante tener en cuenta que los horarios de los vuelos están sujetos a cambios debido a factores como condiciones climáticas, problemas técnicos, cambios en la programación de las aerolíneas, entre otros. Por lo tanto, siempre es recomendable verificar los horarios de vuelo específicos con la aerolínea correspondiente o consultar fuentes actualizadas como el sitio web oficial del Aeropuerto de Barcelona-El Prat.

## Aeropuertos cercanos
Los aeropuertos más cercanos son:
- Aeropuerto de Reus (79 km)
- Aeropuerto de Gerona (87 km)
- Aeropuerto de Perpiñán-Rivesaltes (172 km)
- Aeropuerto de Palma de Mallorca (201 km)
- Aeropuerto de Menorca (240 km)